# خودروی پروپان سوز
خودروی پروپان سوز نوعی خودرو است که از احتراق گاز خارج شده از چاه نفت به نام پروپان به حرکت در می‌آید.
این خودروها با فرآوری و تقطیر گاز پروپان  به حرکت در می‌آیند.

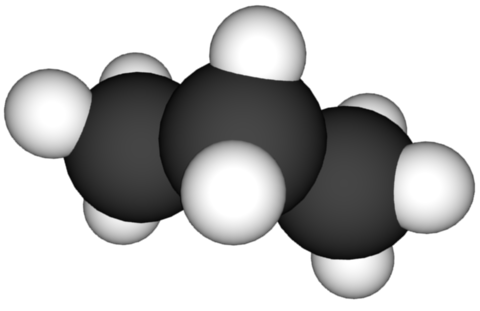

پروپان خارج شده از چاه به صورت گاز است و برای استفاده در موتور خودرو پروپان را به صورت مایع فشرده تحت فشار بین ۹/۰ تا 4MPa/۱ درمی‌آوردند.
این نوع سوخت از سال ۱۹۳۰ مورد استفاده قرار گرفت. بیشتر استفاده از این نوع سوخت مربوط به هلند، ایتالیا و کانادا بود.
این نوع سوخت نسبت به سوخت‌های دیزلی و بنزینی آلایندگی کمتری تولید می‌کند. اما به علت پیمایش کمتر نسبت به میزان مصرف سوخت و هزینه بالاتر سوخت کمتر مورد استفاده قرار گرفت.

## میزان آلایندگی بنزین و پروپان
| پروپان | بنزین | آلایندگی |
| ------ | ----- | -------- |
| ۰/۲۱   | ۰/۲۷  | HC       |
| ۵/۴    | ۲/۵۵  | Co       |
| ۰/۴۲   | ۰/۶۷  | NOx      |